# Sisaktakaró
A sisaktakaró a sisakra hátulról felerősített színes szövetdarab. A legrégibb címerek sisakjairól még hiányzik a sisaktakaró. A 13. és 14. század fordulóján jelent meg a címereken. Idővel a hossza olyannyira megnövekedett, hogy a legtöbb címerben a pajzs két oldalán hull alá a sisakról. Bevagdalt stilizált köpenyként ábrázolják, bár ritkán az alakja valódi köpeny is lehet.
Névváltozatok: foszlók (az 1619-es Gálffy címer leírásában, az ujtordai református egyház levéltárában), sisaktakaró (Nagy Iván III. 46.), sisak-takaró (Nagy Iván III. 44.), sisak takaró foszladék 
(Nagy Iván IX. 443.), takaró (Forgon 25., Bertényi Új m. 52.), foszladék (Nagy Iván i. 7.), foszlány (Nagy Iván I. 1.), czímer-foszladék (Századok 1869. 193.), orrjegy (Tört. segéd. 161.), lepel <egyszínű> (Gudenus I. 548.), czafrang (Nagy Iván I. 76., 78.), czifra (Nagy Iván I. 161.), rojtok (Laszowski, 1910) Archiválva 2021. július 9-i dátummal a Wayback Machine-ben, szalagok, foszlányok [lemnisci, teniae] (a lelkészek utódainak címere, 1629), boríték (M. nyelvtört. I. 288.), hab (<laikus nemesi kifejezés>Szegedi László gyűjtése, Rimaszombat 2007)
fr: lambarquins, couvertures, en: mantling, de: Helmdecke, Decke, cs: přikryvadla, pokrývky, krydla, r.cs: fafrnochy, 
la: prisca, laciniae, tegumenta, lemniscus (Rink 17.)

Rövidítések:

A sisaktakaróból alakult ki a sisakpalást (de: Helmmantel, r.de: altfränkische Decke 'ófrank takaró', cs: erbovný plášt), mely a köpeny végeinek összekötésével jött létre. Ez lehet teljes köpeny, mely az egész pajzsot befogja vagy felső köpeny, mely a pajzs oldalai mentén nyúlik le.

## A sisaktakaró használata
A keresztes háborúk idején jelent meg a sisakokon, ahol a lovagot védte a Nap hevétől, portól, sártól és nyakát az ütésektől. Használatát valószínűleg a szaracénoktól vették át a keresztény lovagok. Eredetileg merevített lenvászonból, bőrből, pléhből, esetleg selyemből készítették palástformára. Innen ered a címer angol neve is: coat of arms, a. m. 
fegyvertakaró. A takarót redőzött, majd pedig, a 14. század végén és a 15. század elején díszes, foszlott, bevagdosott alakban rajzolták meg, amivel jelezték, hogy a lovag heves ütközetekben vett részt és hősiesen, önfeláldozó módon küzdött, ami összhangban volt a lovagi erényekkel.
A heraldikai sisaktakaró első előfordulása 1283-ból való, Fürstenberg Henrik gróf pecsétjén. Magyarországon Áldásy Antal szerint Szécsényi Tamás erdélyi vajda, majd országbíró pecsétjén (1345) fordul elő legkorábban, noha látható már Drugeth vilmos nádor (1333-1337) 1337-es pecsétjén is és feltételezhető, hogy már a 13. század végén használták Magyarországon.
A legrégibb heraldikai sisaktakaró a sisakdíszként szereplő emberalak köpenyének, ruhájának meghosszabbításával jött létre, mely mindenféle sisakkorona vagy sisakkoszorú nélkül egyszerűen lenyúlik a sisakról. Az élő heraldika korában többnyire ráncokba szedett egyszerű rövid szalag. A 14. század gótikus címerein még rendkívül egyszerű, de hátul egyre jobban meghosszabbodott és a csuporsisakkal együtt használták. Később, a 15. században egyre inkább hosszú, hullámzó képződmény, a végén néha bojtokkal vagy csengőkkel. A század végén a kor ruhaszegélyeihez hasonlóan a széleit levágták és a vége levélszerű vagy csúcsos lett. Ennek okát a régi heraldikusok abban látták, hogy a lovagi tornákon szétrongyolódott takarót a lovagok nem cserélték le, hanem tovább viselték.
A bevágások idővel egyre szélesebbek és nagyobb számúak lettek és az eredeti köpenyből a címerrajzokon stilizált csíkok lettek, melyek megjelentek a sisak mindkét oldalán és a pajzs fölött. A 14-15. század ún. bevagdald (de: gesaddelt) takaróinak széle kerekített, levélszerű vagy csúcsosan kivágott. A 15. században a sisaktakaró elnyerte lebegő, levélszerű, cikornyás, szalagszerű alakját és az egész pajzsot félkör alakban befogta. A 16. században mind jobban bevagdald, gazdag ornamentikájú, növénydíszhez hasonló képződmény. Elveszítette sisaktakaró formáját és szinte felismerhetetlen lett. Inkább egyfajta növényi ornamentikának, mint szövetdarabnak tűnt. A barokk korban már szinte megfojtja a pajzsot. A heraldikailag legsilányabb és leggroteszkebb példányai a 18. századból valók. A takaró szövetcsíkjai az akantuszlevélre hasonlítottak, kibogozhatatlan nagy gombolyag lett, melyet főleg az olasz heraldika befolyásolt. Eredeti származása már teljesen háttérbe szorult és puszta dekoratív eszközzé silányult. A képzőművészet befolyására roppant formagazdag lett, mely olyan kuriózumokhoz vezetett, mint a von Utterheim család címere, ahol a sisaktakarót egy öreg ember szakálla képezi.

## A sisaktakaró megrajzolása és leírása
A sisaktakarót a címerekben mindig lobogó formában rajzolják meg. Idővel különféle alakjai jelentek meg, melyek jellemzőek az adott korszakra és összhangban van a sisak, a pajzs stb. stílusával. A leírásban nem kell megemlíteni a sisaktakaró alakját, mert azt a címerfestő a saját ízlése szerint szabadon megrajzolhatja. Ügyelnie kell azonban arra, hogy a takaró stílusa összhangban legyen a sisakkal és más címerrészekkel, elsősorban a pajzs stílusával. Itt is be kell tartani a színtörvényt, tehát azt, hogy színre szín és fémre fém ne kerüljön. Van azonban példa olyan sisaktakaróra is, melyben két szín szerepel (mint a cseh Wratislav grófok fekete-vörös takarója). A takaró néha lehet rutázott, sakkozott, evetezett stb. is.
Kezdetben a színe teljesen tetszőleges volt. A Züricher Wappenrolle egyszínű sisaktakarókat használt. Ezek a 14. század közepétől vették át a pajzs színét, de ez nem volt kötelező érvényű. Csak fokozatosan alakult kis az a szabály, hogy a takaró külseje eltérő színű a bélésétől, mely szerint a sisaktakarók bevonata kívül rendszerint szín, belül fém. Ez általában a címerpajzs két fő színének felel meg. A Bárczay család 1421-es címerének sisaktakarója kék-vörös, tehát antiheraldikus. A címerleírásban előbb a takaró külső bevonatát említjük, majd a bélését (például „a sisaktakaró vörös-arany”), bár van példa az ellentétes leírásra is, a Csekonics család grófi címerében „arannyal bélelt (kék) takaróval”. A Balla család sisaktakarója jobbról ezüst-zöld, balról arany-kék.
A magyar heraldikában a pajzs két oldalán általában eltérő bevonatú sisaktakarók láthatók (leggyakrabban kék-ezüst és vörös-arany), akkor is, ha a pajzson csak két szín van. Angliában a 19. századig általában vörös-ezüst takarót viseltek, függetlenül a pajzs színétől. Ha a sisak egyesített címerre van ráhelyezve, az egyes címerek borítását el lehet osztani a sisaktakaró két oldala között. A Strachwitz grófok címerének 2. és 3. sisakján a takaró háromszínű: fekete-vörös-arany. Különleges, teljesen zöld takarót visel Sir Iain Moncriffe skót nemes. A sisaktakaró szalagjainak vége a címerében tölgylevelet képez, mely egyben a címerviselő címerjele is. Előfordul tehát két-, három-, négy-, sőt ennél több színű takaró is. A román nyelvű országokban a sisaktakaró gyakran a pajzs összes színét tartalmazta. Négy címer esetén a színeket úgy is eloszthatták, hogy a takarót elnégyelték és a jobb felső sarok a legfontosabb címer színét kapta. A takarók színét középen is el lehet egymástól választani. A régi heraldikusok szigorúan tartották magukat a címer színeihez. A régi címerművészetben egyféle takaró több sisakon elképzelhetetlen volt, ha a címerben több sisak is megtalálható. Ha a pajzsbeli kép természetes színű, a takaró színéül az ehhez legközelebbi színt választották.

## A sisaktakaró rangjelölő szerepe
Franciaországban és Nagy Britanniában a sisaktakaró egyik borítása gyakran prém. Például az angol király és a trónörökös a walesi herceg címének felvétele után arany sisaktakarót visel hermelinbéléssel, míg a királyi család többi tagjai arany és ezüst takarót viselnek. A skót lordok takarója vörös-hermelin és a sisakkoszorú a pajzs két legfontosabb mázát tartalmazza. Máskülönben azonban nem jellemző, hogy a sisaktakarónak fontos rangjelölő szerepe lenne. Kivételesen a sisaktakarón más címerképek is láthatók. Például a cseh királyi címer fekete-arany takarója arany hárslevelekkel van bevetve. A Keszey család 1699-es grófi címerének sisaktakarója Nagy Iván szerint jobbról „arany-fekete” (helyesen fekete-arany), balról „ezüst-fehér” (helyesen vörös-ezüst), melyek az oklevél szerint a császári méltóság, illetve a császári család színei és „a fölség iránti őszinte hűségre” utalhatnak. Az uralkodócsalád színeinek viselését tehát egyfajta kiváltságként kapták.